# ホーフハイム・アム・タウヌス
ホーフハイム・アム・タウヌス (ドイツ語: Hofheim am Taunus, ドイツ語発音: [ˈhoːfha‿im]) は、ドイツ連邦共和国ヘッセン州マイン＝タウヌス郡の郡庁所在地である。

## 地理

### 位置
ホーフハイムはタウヌス山地の南端、州都ヴィースバーデンとフランクフルト・アム・マインとの間のアウトバーン A66号線および A3号線沿いに位置している。

### 隣接する市町村
ホーフハイムは、北はエップシュタインとケルクハイム (タウヌス)、東は郡独立市フランクフルト・アム・マイン、クリフテルおよびハッタースハイム・アム・マイン、南はフレールスハイム・アム・マインおよびホーホハイム・アム・マイン、西は郡独立市で州都のヴィースバーデンと境を接している。

### 市の構成
- ホーフハイム
- ディーデンベルゲン、1972年4月1日 合併
- ランゲンハイン、1972年1月1日 合併
- ロルスバッハ、1972年7月1日 合併
- マルクスハイム、1938年1月1日 合併
- ヴァラウ、1977年1月1日 合併
- ヴィルトザクセン、1977年1月1日 合併

## 歴史

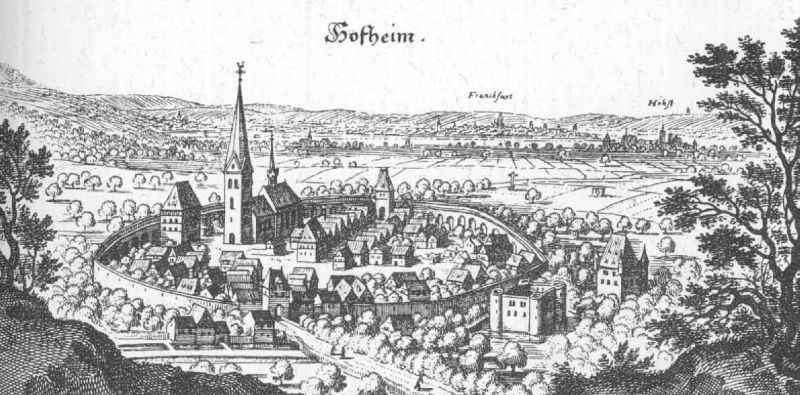
マテウス・メーリアンの銅版画に描かれたホーフハイム（1646年頃）

ホーフハイム周辺地域でこれまでに発見された最も古い出土品は、旧石器時代（紀元前7万5千年）のものである。新石器時代（紀元前5千年）にはシュヴァルツバッハ川の川岸、現在のシュメルツヴェークの両側やカペレンベルクに定住地が営まれていた。紀元後 40年頃にローマ人がこの地に定住し、2つの城塞も築かれた。
文献上最初の記録は 1263年で、"Hoveheim" という名称で記述されている。ホーフハイムはファルケンシュタイン家の所領であった。皇帝
は、1352年3月21日にこの街に都市権を授けた。フィリップ・フォン・ファルケンシュタインに対する討伐により、この地域は 1366年にマインツ選帝侯によって占領されたが、1429年にクローンベルク家に売却された。1460年に買い戻されたが、早くも 1465年にはエップシュタイン家に借金の担保として差し出された。1535年にエップシュタイン家が断絶した後は、シュトルベルク伯がこれを相続した。1540年に宗教改革がなされた。マインツ大司教ダニエル・ブレンデル・フォン・ホムブルクは1559年に借金を清算し、この土地を回収した。マインツ大司教/選帝侯アダム・フォン・ビッケンの統治下で、マインツ選帝侯領の魔女狩りがピークを迎えた。1588年から1602年の間にアムト・ヘーヒストおよびアムト・ホーフハイムの2郡で 23人の女性が魔女として訴えられ、このうち 15人が処刑された。ホーフハイム・アム・タウヌス市は、2010年11月3日に、魔女として有罪判決を受けた人々の名誉回復を決議した。
1603年にホーフハイムに再びカトリックの司祭が置かれた。三十年戦争では、シュパイアー、バイエルン、スウェーデンおよびフランスの軍勢が掠奪を働き、荒廃した。1803年の帝国代表者会議主要決議でホーフハイムはナッサウ＝ウージンゲン侯領となり、1806年にナッサウ＝ヴァイルブルク侯領とともにナッサウ公国に統合された。1866年にナッサウ公国はプロイセン王国に併合され、ヘッセン＝ナッサウ州に属すこととなった。この街は長年、交通量の多い路線から離れていたが、1874年から1877年にフランクフルトとリムブルクを結ぶマイン＝ラーン鉄道が建設され、ホーフハイムは鉄道網に接続した。1938年、マルクスハイムが合併した。第二次世界大戦終了後、ホーフハイムは新たに設けられたヘッセン州に編入された。1972年に自由意思でディーデンベルゲン、ランゲンハイン、ロールスバッハが合併し、1977年1月1日には法に従ってヴァラウとヴィルトザクセンが合併した。

## 行政

### 市議会
ホーフハイム・アム・タウヌス市の市議会は、45議席からなる。

### 首長
2019年4月7日の市長選挙決選投票で、CDUの候補クリスティアン・フォークトは 58.3 % の票を獲得して対立候補のベルンハルト・ケプラーに勝利した。クリスティアン・フォークトは2019年9月13日に町長に就任した。

### 紋章
図柄: 上下二分割。下部はさらに青地（向かって左）と赤地（向かって右）に左右二分割されている。上部は黒地で、金の光背を背負い、銀の上着と青い下着を着けた聖ペテロが分割線から上半身を現している。右手には金の本、左手には金の鍵を持っている。向かって左下は金の小さい長方形図形がちりばめられた中に赤い爪や舌を出した金の獅子。向かって右下は、6本スポークの銀の輪。
この紋章は1907年に役所で使用されるようになり、1920年に公式に認可された。このデザインは、最も古くは1352年の都市権授与の際に用いられた古い裁判印章に由来する。また、かつての一時期この街を統治した領主として、マインツ選帝侯がマインツの輪で、ナッサウ家出身の伯であったゲルラハ・フォン・ナッサウ大司教が獅子で表現されている。

### 姉妹都市
- シノン（フランス、アンドル＝エ＝ロワール県）1967年
- ティヴァートン（イギリス、デヴォン）1980年
- ブッチーノ（イタリア、カンパニア州）2008年
- プルシュチ・グダンスキ（ポーランド、ポモージェ県）2012年

## 文化と見所

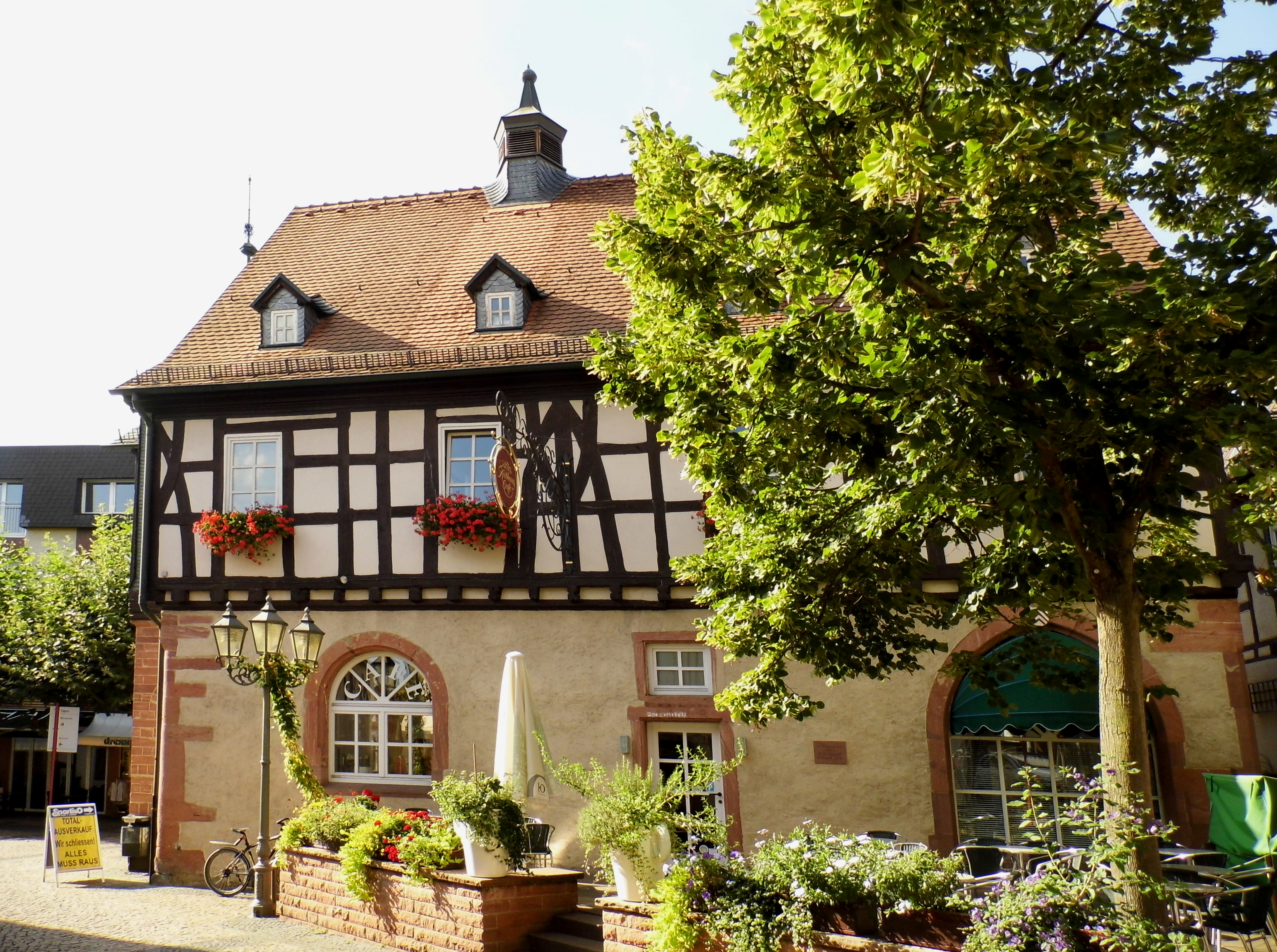
ホーフハイムの旧市庁舎

### 見所
- 旧市庁舎、1529年建造
- 市壁とウンタートーア（下の門）
- 水城（ケラーライ広場）
- ケラーライ（ワイン貯蔵庫）の建物、1720年建造
- ヘクセン塔
- ホーフハイム・アム・タウヌス市立博物館（ブルク通り 11）
- 古い旅館ランツベルク（オベーレ・ハウプト通り）
- 多くの木組み建築が遺る旧市街
- 旧市街の古い地下倉庫、一部には三十年戦争以前のものもある。
- カトリック教会聖ペテロ＝パウロ教会、1642年建造
- カペレンベルクの環状土塁
- マイスター塔、1928年建造（カペレンベルク）
- コーハウゼン＝テンペル、1910年建造
- 1772年建造の礼拝堂
- 祈りの家、1964年建造、ランゲンハイン市区（1987年にヘッセンの文化財に指定された、ヨーロッパで唯一のバハイ教寺院）
- ヴァンダースマン、ヴァラウ市区の記念碑
- ホーフハイム天文台（ランゲンハイン市区エップシュタイナー通り）

- 市壁の遺構
- ウンタートーア周辺の広場
- ヘクセン塔とケラーライ
- 市立博物館の外観
- 旧市街の木組み建築（ハウプト通り）
- 聖ペテロ＝パウロ教会
- カペレンベルクの環状土塁
- マイスター塔からの眺望
- 祈りの家
- ヴァンダースマン記念碑

### スポーツとサークル活動
SG ヴァラウ＝マッセンハイムは、ホーフハイムのヴァラウ市区にあるハンドボール・スポーツクラブである。このクラブチームは、長年ハンドボール・ブンデスリーガに参加していた。しかし2005年にハンドボール＝レギオナルリーガ＝ジュートヴェストに降格した。
シャッハフェライン 1920 ホーフハイム（チェスクラブ）は、25年間ブンデスリーガに在籍していた。また、ブンデスリーガ2部ヴェストの初代チャンピオンとなった。女子チームも1999年から中断なしに連続してブンデスリーガ 2部に所属しており、ヘッセン州最強の女子チームである。
モータースポーツについては、ホーフハイムでは MSC ディーデンベルゲンが活動している。スピードウェイ団体でドイツチャンピオンになったことがあり、ヨーロッパチャンピオンや世界チャンピオン（たとえば、ゲルト・リスやエゴン・ミュラー）を輩出している。
TV ホーフハイムのバスケットボール女子チームは 2008年までブンデスリーガ 2部ジュートでプレイしていた。2008/09年シーズンからは TV ランゲンとともに合同チーム「ライン＝マイン・バスケッツ」を結成している。このチームは初年度のシーズンに女子バスケットバール・ブンデスリーガ1部に昇格した。
SG ヴィルトザクセンの卓球部門は、2009/2010年シーズンには、フェアバンツリーガ、クライスリーガ、クライスクラッセで3チームがプレイしている。
クラシック音楽、モダン音楽、協奏曲タイプのブラス音楽が、1962年に設立されたミジークツーク・ヴァラウによって演奏されている。

### 年中行事
- 伝統的に毎年5月1日に開催されるルント・ウム・デン・フィナンツプラッツ・エシュボルン＝フランクフルトは、しばしばホーフハイムを通る。
- 聖霊降臨祭後の火曜日に開催される市祭ヴェルトヒェスタークは多くの観光客の訪問目的となっている。
- 5月/6月にヘッセン・マイン＝タウヌス・ホーフハイム国際音楽の日が開催され、国際的なゲストが多く訪れる。この他、アロイス・コットマンによって創設された芸術コンテスト「アロイス・コットマン賞」が実施される。
- 夏には、中心街でクライスシュタットゾンマー、クライスシュタットラウフ（レース）、ゾンマーシャインフェスティバルが、ランゲンハイン市区でバハーイー＝ゾンマーフェストが開催される。
- 毎年9月に「建てる 住む 直す 省エネルギー」をモットーにホーフハイム建築メッセがメッセセンター・ライン＝マインで開催される[6]。
- ホーフハイムのガルスマーケットは、毎年10月に聖ガルスの日（10月16日）にちなんで開催される。
- クリスマスマーケット

## 経済と社会資本

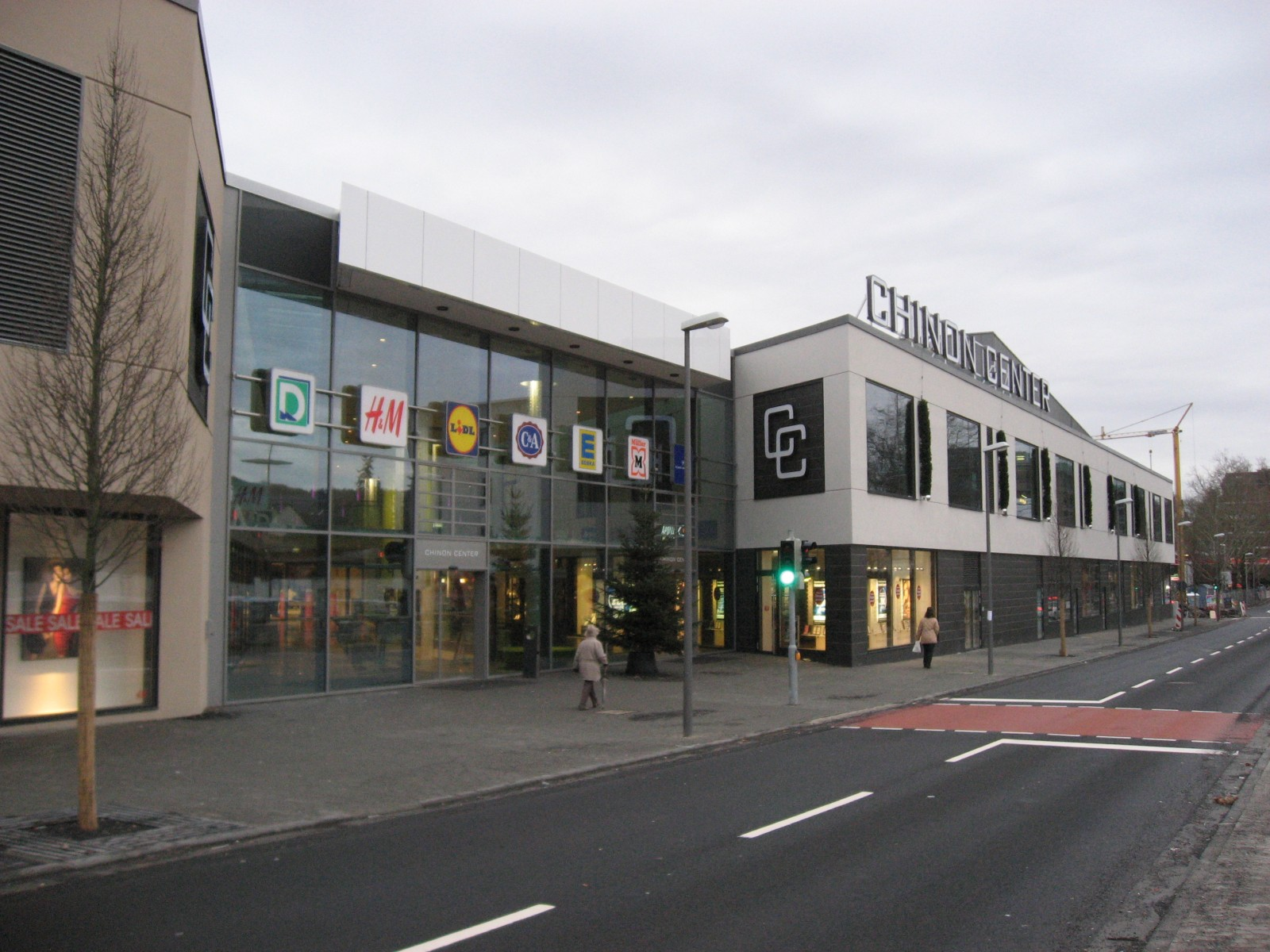
2010年にオープンしたショッピングセンター「チノン・センター」

### 経済
ホーフハイム・アム・タウヌス市の経済拠点は、ホーフハイム＝ヴァラウ産業地区とホーフハイム北産業地区である。市内に位置するいくつかの企業は特別な重要性を持つ。
- イケア・ドイチュラント GmbH & Co. KG: ホーフハイム＝ヴァラウ（ドイツ本部）
- ライン＝マイン交通連盟 (RMV)
- ポーラー＝モール: 印刷業種の機械メーカー
- マインハルト・シュテッターアイニグング GmbH & Co. KG
- マイン＝タウヌス郡立病院の一つであるクライスクランケンハウス

### 小売業
ライン＝マイン地方の中央に位置し、交通の便が大変によいことからホーフハイム自体は小売業分野で大きな役割を演じることはない。ホーフハイム市内ヴァラウ市区には家具・インテリア店のイケアがある。
4フロアに約20店舗が入居し、映画館も備えたショッピングセンター「チノン・センター」によって、ホーフハイム中心部の小売業界は2010年秋から発展しつつある。

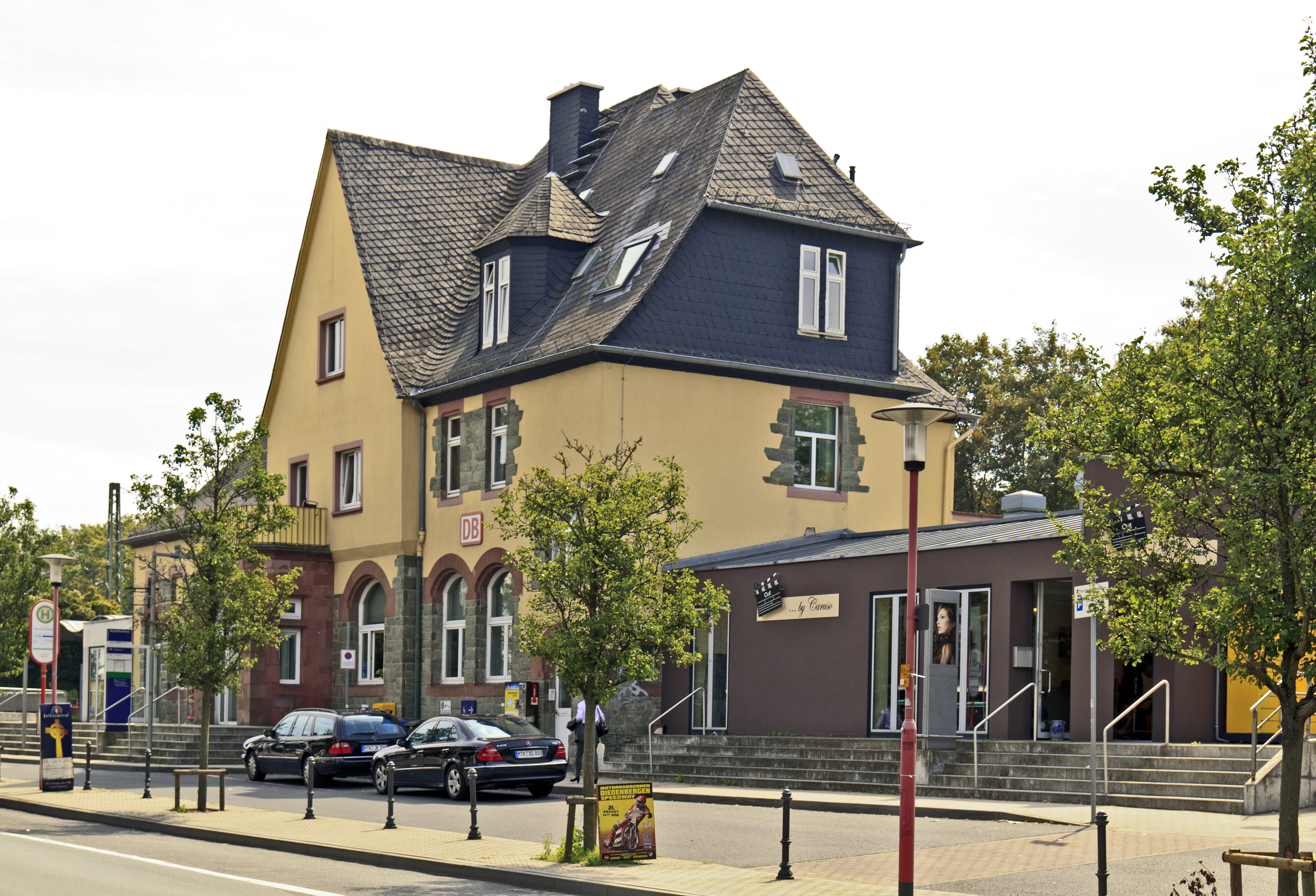
ホーフハイム駅

### 交通
ホーフハイム市内の市区は、アウトバーン A66号線（ヴィースバーデンとフランクフルトとの間）沿いに位置しており、5つのインターチェンジを有している。また、ディーデンベルゲン、ヴァラウ、ヴィルトザクセン市区は A3号線（ケルン - ヴュルツブルク）にも面している。
公共旅客交通機関としては、ホーフハイム (タウヌス) 駅とロールスバッハ駅がある。両駅はマイン＝ラーン鉄道の駅で、Sバーンの S2号線が直接乗り入れておりニーデルンハウゼン方面およびフランクフルト中央駅経由でディーツェンバッハ方面へ運行している。また、リムブルク・アン・デア・ラーン - フランクフルト・アム・マイン間を運行しているレギオナルバーン RB 22 もホーフハイム駅に停車する。両者を併せると、ホーフハイムとフランクフルトとの間は、ラッシュ時には 1時間に 6本の列車が利用可能である。ホーフハイムの各市区や近隣市町村へは乗合バスやデマンドバスが運行している。州都ヴィースバーデンへも、日中は30分ごとに乗合の直通バスが運行している。市内をヴァンダースマン北トンネルおよびヴァンダースマン南トンネルが通っている。

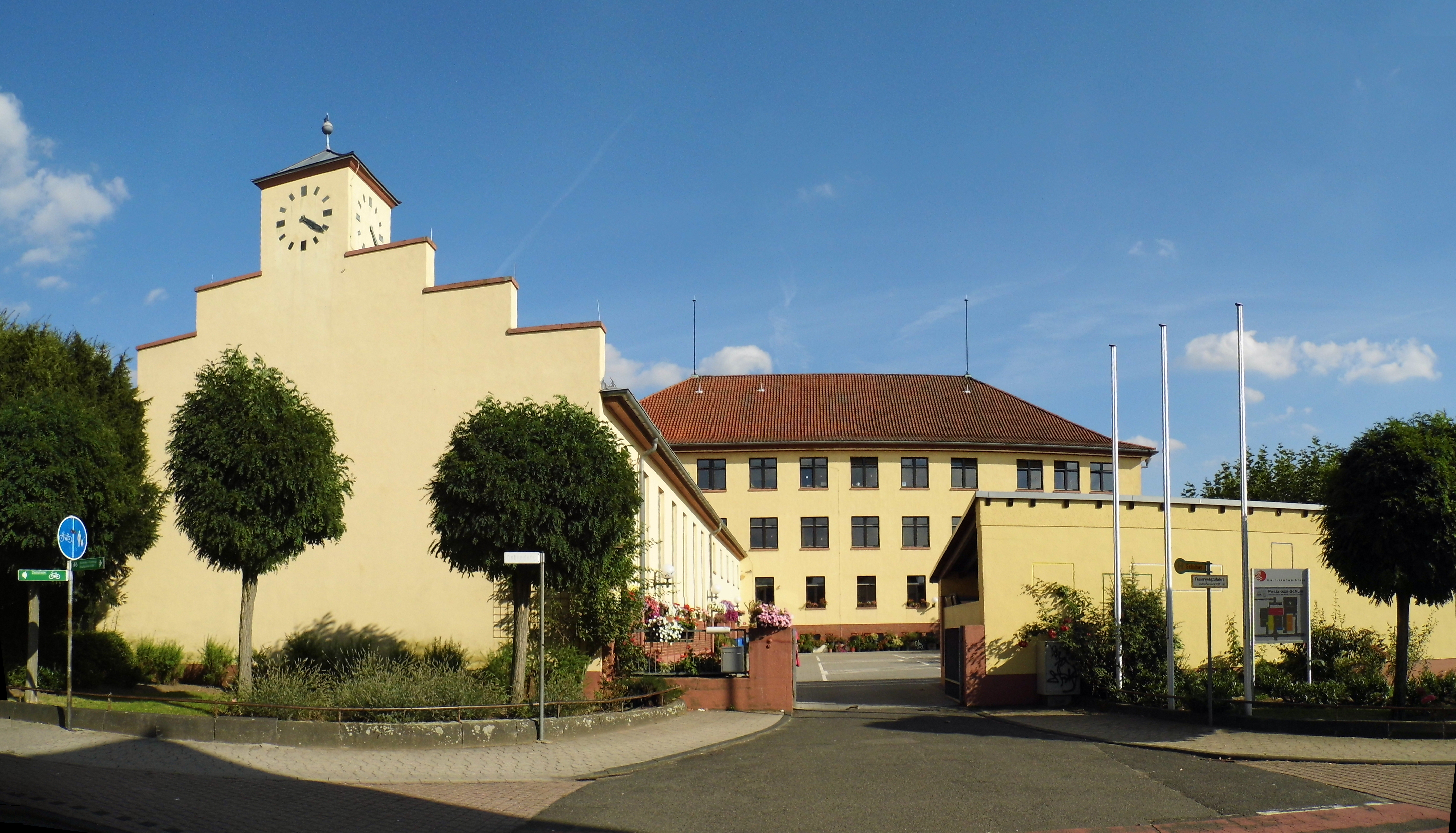
ペストロッツィシューレ

### 教育
ホーフハイムには基礎課程学校および上級の学校が数多くある。
- マルクスハイマー・シューレ（基礎課程学校、マルクスハイム市区）
- ロールスバッヒャー・シューレ（基礎課程学校、ロールスバッハ市区）
- ペスタロッツィシューレ（基礎課程学校）
- フィリップ＝カイム＝シューレ（基礎課程学校、ディーデンベルゲン市区）
- シュタインベルクシューレ（基礎課程学校）
- タウヌスブリックシューレ（基礎課程学校、ヴァラウ市区）
- ヴィルヘルム＝ブッシュ＝シューレ（基礎課程学校、ランゲンハイン市区）
- ハイリゲンシュトックシューレ（養護学級を含む基礎課程学校）
- モンテッソーリ・センター・ホーフハイム（私立の基礎課程学校およびギムナジウム上級課程を含む統合型総合学校）
- アム・ローゼンベルク総合学校（共同型総合学校）
- フリードリヒ＝フォン＝ボーデルシュヴィング＝シューレ（特別支援教育の学校）
- エリザベーテンシューレ（私立の実科学校）
- ブリュールヴィーゼンシューレ（職業学校、職業ギムナジウム、専門上級学校、職業専門学校）
- マイン＝タウヌス＝シューレ（ギムナジウム）

これらの教育機関の他に、郡庁所在都市ホーフハイム・アム・タウヌスには市民大学、市立図書館、市立博物館がある。

## 人物

### ゆかりの人物
- パウル・ベッカー（1882年 - 1937年）指揮者、劇場支配人、音楽評論家。
- ルートヴィヒ・マイトナー（1884年 - 1966年）表現主義の画家、詩人。1953年から1963年までマルクスハイムに住んだ。
- アントン・フレットナー（1885年 - 1961年）発明家。ロールバッヒャー・シューレで1909年から1913年まで教師を務めた。
- エルンスト・ヴィルヘルム・ナイ（1902年 - 1968年）画家、版画家。1945年から1952年までホーフハイム・アム・タウヌスに住んだ。
- ネレ・ノイハウス（1967年 - ）推理作家。主にタウヌス地方を舞台にしている。

## 引用
1. ↑  Hessisches Statistisches Landesamt: Bevölkerung in Hessen am 31.12.2023 (Landkreise, kreisfreie Städte und Gemeinden, Einwohnerzahlen auf Grundlage des Zensus 2011)]
2. ↑  Max Mangold, ed (2005). Duden, Aussprachewörterbuch (6 ed.). Dudenverl. p. 407. ISBN 978-3-411-04066-7
3. ↑  2011年3月27日のホーフハイム・アム・タウヌス市市議会議員選挙結果、ヘッセン州統計局（2013年6月30日 閲覧）
4. ↑  “Bürgermeisterstichwahl Stadt Hofheim am Taunus am 07-04-2019”. 2021年8月29日閲覧。
5. 1 2  Klemens Stadler: Deutsche Wappen – Bundesrepublik Deutschland, Band 3: Die Gemeindewappen des Landes Hessen, Bremen 1967, p. 51
6. ↑  Baumesse: Hofheim（2013年6月30日 閲覧）